# Pythamus productus
Pythamus productus är en insektsart som beskrevs av Baker 1923. Pythamus productus ingår i släktet Pythamus och familjen dvärgstritar. Inga underarter finns listade i Catalogue of Life.